# Dick Skeen
Pour les articles homonymes, voir Skeen.
Richard Edgar Skeen, né le 15 mars 1906 à Dallas, décédé le 24 juin 1990 à Medford (Oregon), en est un joueur américain de tennis des années 1940.

## Palmarès

### Finale en simple messieurs
| No | Date       | Nom et lieu du tournoi   | Catégorie | Surface | Vainqueur  | Score              |  |
| -- | ---------- | ------------------------ | --------- | ------- | ---------- | ------------------ |  |
| 1  | 24-05-1941 | Tournoi de tennis US Pro |           | NC      | Fred Perry | 6-4, 6-8, 6-2, 6-3 |  |